# Киннир, Джо
Джо́зеф Па́трик (Джо) Киннир (англ. Joseph Patrick "Joe" Kinnear; 27 декабря 1946, Дублин — 7 апреля 2024, Mill Hill, Большой Лондон) — ирландский футболист, футбольный тренер и спортивный менеджер.
Выступал на позиции защитника. Большую часть своей карьеры провёл в «Тоттенхэм Хотспур». Со «шпорами» ирландец выиграл Кубок Англии, Кубок Футбольной лиги, дважды Суперкубок Англии и Кубок УЕФА. Киннир провёл 26 игр за сборную Ирландии.

## Карьера игрока
Киннир начал свою карьеру в молодёжном составе клуба «Сент-Олбанс». Своими выступлениями привлёк внимание селекционеров из «Тоттенхэм Хотспур». За «шпор» он отыграл десять сезонов, проведя за клуб 196 матчей и забив два мяча. За этот период Киннир вместе с командой выиграл кубок Англии в 1967 году, Кубок УЕФА в 1972 году, дважды Кубок лиги в 1971 и в 1973 году. В 1975 году он перешел в «Брайтон», где провёл 16 матчей. Киннир завершил карьеру футболиста в возрасте 30 лет.
Киннир провёл 26 матчей за сборную Ирландии. Его дебют состоялся 22 февраля 1967 года в матче против сборной Турции.

## Карьера тренера

### Азия
После завершения карьеры игрока, Киннир провёл пять лет в Дубае (ОАЭ), где работал тренером местных клубов «Аль-Шарджа» и «Аль-Шабаб» вместе с Дейвом Макаем. В 1984 году Джо Киннир три месяца тренировал сборную Индии, а в 1987 году работал со сборной Непала. Позже он вернулся в Англию и присоединился к «Донкастер Роверс», где стал помощником Дейва Макея.

### Уимблдон
После ухода из «Донкастер Роверс» Маккея Киннир стал исполняющим обязанности в клубе, но вскоре был заменен Билли Бремнером и назначен тренером дубля в «Уимблдон». После увольнения с поста главного тренера в январе 1992 года Питера Уита ирландец возглавил клуб. Киннир привёл «Уимблдон» к шестому месту в Премьер-лиге сезона 1993/1994. В следующем сезоне клуб занял девятое место в чемпионате. Это считается более весомым достижением, так как клуб имел очень маленький трансферный бюджет и проводил свои домашние матчи на стадионе «Кристал Пэласа».
По сообщениям некоторых СМИ, в 1996 году Киннир отклонил предложение заменить Джека Чарльтона и возглавить сборную Ирландии. Сезон 1996/1997 стал самым успешным для «Донс» с Кинниром. «Уимблдон» достиг полуфиналов кубка лиги и кубка Англии, а по итогам сезона занял восьмое место в премьер-лиге. Киннир продолжал тренировать «Уимблдон» до марта 1999 года, когда перенёс инфаркт перед матчем с «Шеффилд Уэнсдей». В следующем сезоне после отставки «Донс» вылетели из премьер-лиги.

### Лутон Таун
Перед возвращение на тренерскую должность в «Лутон Таун», Киннира приглашали возглавить «Лестер Сити» и «Шеффилд Уэнсдей». Вместо этого в сезоне 2000/01 он стал работать спортивным директором в «Оксфорд Юнайтед», а в январе 2001 года подал в отставку ввиду плохого состояния здоровья. Спустя несколько недель он был назначен на аналогичную должность в «Лутон Таун», а через некоторое время стал главным тренером клуба. Несмотря на приобретение в зимнее трансферное окно нападающего Стива Ховарда за 50 000 фунтов стерлингов, Джо Кинниру не удалось спасти клуб от вылета во третий дивизион.
Летом 2001 года Киннир привёл в «Лутон Таун» новых игроков, которые помогли занять второе место по итогам сезона 2001/02 и выйти во второй дивизион. На следующий сезон «шляпники» заняли во втором дивизионе девятое место. В мае 2003 года «Лутон Таун» был продан консорциуму во главе с Джоном Генри, а Джо Киннир и его помощник Мик Харфорд при загадочных обстоятельствах были отправлены в отставку.

### Ноттингем Форест
Киннир был без работы до февраля 2004 года, пока «Ноттингем Форест» не предложил ему место главного тренера вместо Пола Харта. «Лесники» находились в нижней части турнирной таблицы, но до конца сезона 2003/04 Кинниру удалось вытащить клуб на безопасное 14-е место.
Киннир надеялся на следующий год выйти в Премьер-лигу, но после ничьей в первом туре против «Уиган Атлетик», команда стала играть неудачно и спустилась в самый низ турнирной таблицы. К 23-му туру «Ноттингем Форест» одержал всего четыре победы, и 16 декабря 2004 года после домашнего поражения со счётом 0:3 от принципиальных соперников «Дерби Каунти» Киннир подал в отставку. Временно исполняющим обязанности тренера до конца сезона стал Мик Харфорд, но ему не удалось спасти клуб от вылета.

### Ньюкасл Юнайтед
После ухода из «Ноттингем Форест» Киннир почти четыре года оставался безработным. Ходили слухи о его присоединении к «Куинз Парк Рейнджерс». 26 сентября 2008 года после ухода Кевина Кигана из «Ньюкасл Юнайтед» Джо Киннир был назначен исполняющим обязанности главного тренера «сорок» до конца октября. Через месяц этот срок был продлён до конца декабря.
После конфликта с одним из журналистов Daily Mirror Киннир поклялся, что пока он руководит командой, он больше не будет говорить с национальными СМИ, но будет давать интервью местным журналистам. В итоге все матчевые конференции проводил его помощник в «Ньюкасл Юнайтед» — Крис Хьютон.
После матча 14-го тура с «Челси» завершившегося вничью 0:0, Киннир объявил, что остаётся в «Ньюкасле» ещё на месяц, а 28 ноября Киннир подписал контракт в качестве главного тренера «сорок» до конца сезона 2008/09.
7 февраля 2009 года Джо Киннир был доставлен в больницу, почувствовав себя плохо за несколько часов до игры с «Вест Бромвич Альбионом». Период восстановления тренера после операции на сердце занял около двух месяцев, а функции тренера стал исполнять бывший игрок «Ньюкасла» Алан Ширер.
С июня 2013 года Киннир занимал пост спортивного директора футбольного клуба «Ньюкасл Юнайтед». 4 февраля 2014 года был отправлен в отставку.

## Личная жизнь и смерть
В 2021 году было объявлено, что с 2015 года Киннир страдал деменцией. Умер 7 апреля 2024 года в возрасте 77 лет.

## Статистика

### Игрока
| Клуб                     | Сезон     | Лига | Лига | Кубок Англии | Кубок Англии | Кубок Лиги | Кубок Лиги | Еврокубки | Еврокубки | Итого | Итого |
| Клуб                     | Сезон     | Игры | Голы | Игры         | Голы         | Игры       | Голы       | Игры      | Голы      | Игры  | Голы  |
| ------------------------ | --------- | ---- | ---- | ------------ | ------------ | ---------- | ---------- | --------- | --------- | ----- | ----- |
| Тоттенхэм Хотспур        | 1965-66   | 8    | 0    | 0            | 0            | 0          | 0          | 0         | 0         | 8     | 0     |
| Тоттенхэм Хотспур        | 1966-67   | 20   | 0    | 0            | 0            | 0          | 0          | 0         | 0         | 20    | 0     |
| Тоттенхэм Хотспур        | 1967-68   | 30   | 1    | 0            | 0            | 0          | 0          | 0         | 0         | 30    | 1     |
| Тоттенхэм Хотспур        | 1968-69   | 24   | 0    | 0            | 0            | 0          | 0          | 0         | 0         | 24    | 0     |
| Тоттенхэм Хотспур        | 1969-70   | 9    | 0    | 0            | 0            | 0          | 0          | 0         | 0         | 9     | 0     |
| Тоттенхэм Хотспур        | 1970-71   | 35   | 0    | 0            | 0            | 0          | 0          | 0         | 0         | 35    | 0     |
| Тоттенхэм Хотспур        | 1971-72   | 21   | 0    | 0            | 0            | 0          | 0          | 0         | 0         | 21    | 0     |
| Тоттенхэм Хотспур        | 1972-73   | 24   | 0    | 0            | 0            | 0          | 0          | 0         | 0         | 24    | 0     |
| Тоттенхэм Хотспур        | 1973-74   | 7    | 0    | 0            | 0            | 0          | 0          | 0         | 0         | 7     | 0     |
| Тоттенхэм Хотспур        | 1974-75   | 17   | 0    | 0            | 0            | 0          | 0          | 0         | 0         | 17    | 0     |
| Тоттенхэм Хотспур        | Итого     | 196  | 2    | 24           | 0            | 20         | 0          | 18        | 0         | 258   | 2     |
| Брайтон энд Хоув Альбион | 1975-76   | 16   | 1    |              |              |            |            |           |           |       |       |
| Брайтон энд Хоув Альбион | Итого     | 16   | 1    |              |              |            |            |           |           |       |       |
| Карьера игрока           | 1965—1976 | 212  | 3    |              |              |            |            |           |           |       |       |

### Тренера
| Команда          | Дата с           | Дата по         | Record | Record | Record | Record | Record  |
| Команда          | Дата с           | Дата по         | И      | В      | Н      | П      | % побед |
| ---------------- | ---------------- | --------------- | ------ | ------ | ------ | ------ | ------- |
| Аль-Шарджа       | 1978             | 1983            |        |        |        |        |         |
| Индия            | 1984             | 1984            |        |        |        |        |         |
| Непал            | 1987             | 1987            | 11     | 6      | 3      | 2      | 54.55   |
| Донкастер Роверс | 1989             | 1989            |        |        |        |        |         |
| Уимблдон         | 19 января 1992   | 30 мая 1999     | 364    | 130    | 109    | 125    | 35.71   |
| Лутон Таун       | 8 февраля 2001   | 23 мая 2003     | 122    | 56     | 28     | 38     | 45.90   |
| Ноттингем Форест | 10 февраля 2004  | 16 декабря 2004 | 44     | 15     | 15     | 14     | 34.09   |
| Ньюкасл Юнайтед  | 26 сентября 2008 | 1 апреля 2009   | 26     | 5      | 10     | 11     | 19.23   |

- Обновлено 4 марта 2009[24].

## Достижения

### Игрока
Тоттенхэм Хотспур
- Кубок Англии по футболу
  - Победитель: 1967
- Кубок Футбольной лиги
  - Победитель (2): 1971, 1973
- Суперкубок Англии по футболу
  - Победитель: 1967 (совместно с «Манчестер Юнайтед»)
- Кубок УЕФА
  - Победитель: 1972

### Тренера
Непал
- Южноазиатские игры
  - Финалист: 1987

Лутон Таун
- Третий дивизион
  - Финалист: 2001/02

Уимблдон
- Тренер года
  - 1994